# Kirche der Muttergottes von Kochawina

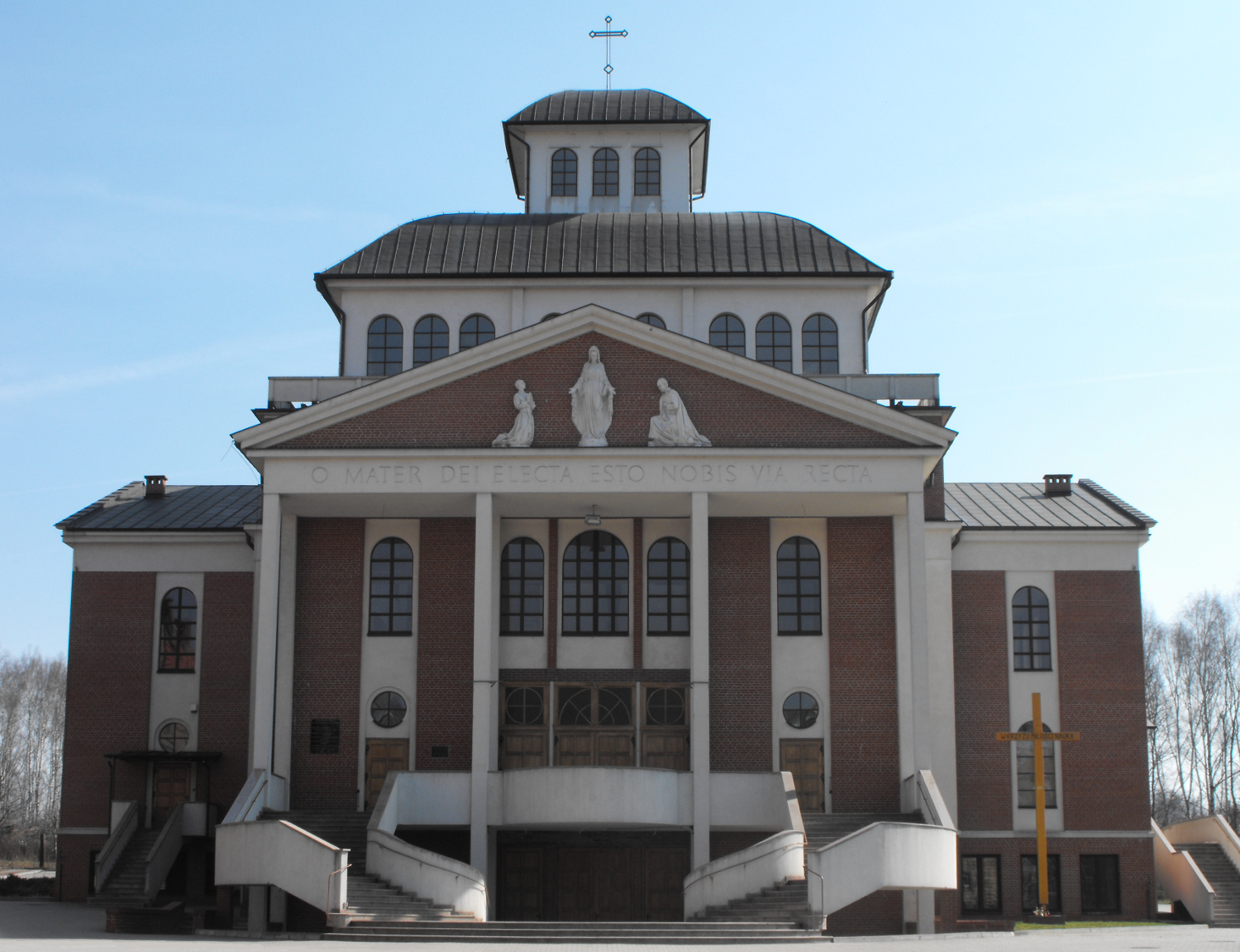
Kirche der Muttergottes von Kochawina

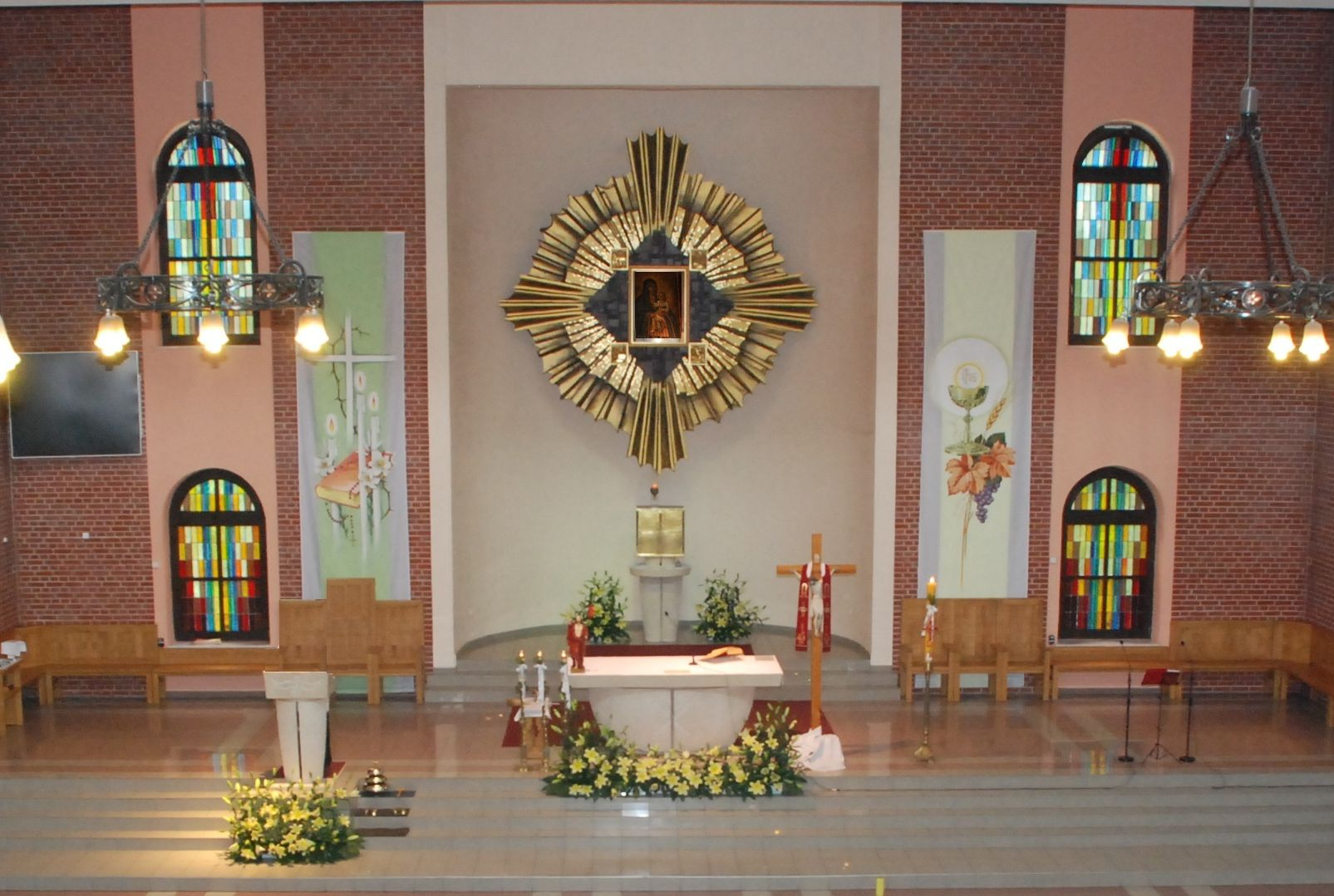
Der Altarraum

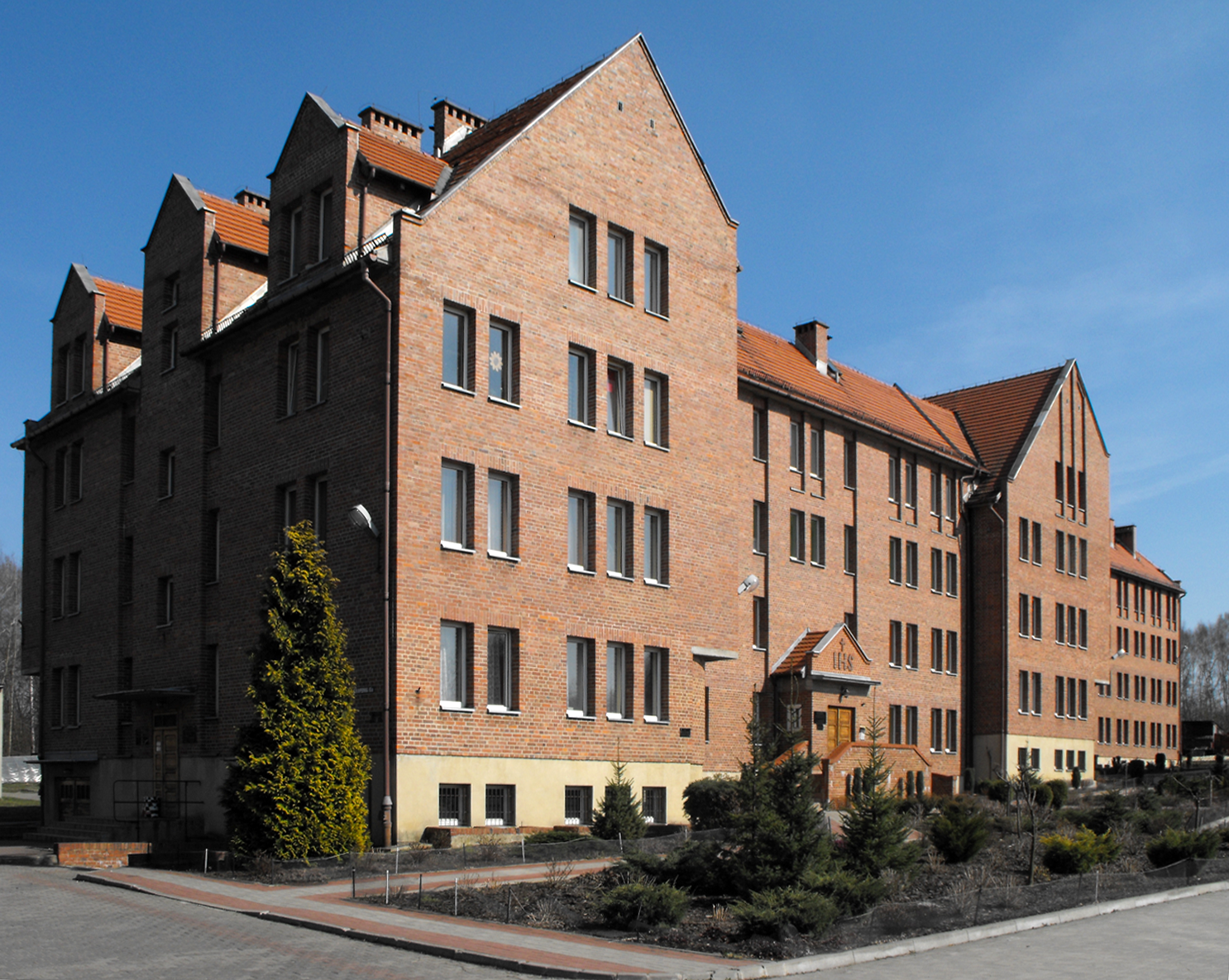
Pfarrhaus und Jesuitenkloster

Die Kirche der Muttergottes von Kochawina (polnisch Kościół Matki Boskiej Kochawińskiej) im oberschlesischen Gliwice (Gleiwitz) ist eine römisch-katholische Pfarrkirche und das Sanktuarium der Muttergottes von Kochawina. Die Kirche im modernen Stil stammt vom Ende des 20. Jahrhunderts und ist dem Gnadenbild der Muttergottes von Kochawina geweiht. Die Kirche der Muttergottes von Kochawina gehört der Pfarrgemeinde der Muttergottes von Kochawina in Gliwice (Gleiwitz) im Dekanat Gliwice-Sośnica des Bistums Gliwice an und wird durch Jesuiten geleitet. Sie befindet sich an der Ulica Kopernika 63a im Stadtteil Kopernik. Neben der Kirche befindet sich ein Jesuitenkloster.

## Geschichte
Am 26. August 1994 wurde die Kirchengemeinde der Muttergottes von Kochawina durch den Bischof von Gliwice Jan Wieczorek (1935–2023) gegründet, welche von der Kirchengemeinde St. Bartholomäus abgespalten wurde. Bemühungen für den Bau einer Kirche in Kopernik gab es bereits seit 1982. 1990 wurde eine Behelfskirche eingerichtet. 1992 wurde mit dem Bau der Kirche begonnen. Am 12. Mai 1996 wurden der Gründungsakt und der Grundstein eingemauert. Der Grundstein wurde bereits 1983 durch Papst Johannes Paul II. auf dem Sankt Annaberg gesegnet. 2001 wurde das Bauwerk fertiggestellt und am 24. Dezember 2001 seiner Nutzung übergeben. Ab 2008 wurde die Innenausstattung der Kirche vervollständigt. Am 30. November 2014 wurde die Kirche durch den Bischof von Gliwice Jan Kopiec (* 1947) geweiht.

## Architektur
Bei der Kirche der Muttergottes von Kochawina handelt es sich um ein modernes Bauwerk mit Anlehnungen an die barocke Architektur mit einer Fassade aus roten Ziegelsteinen und weiß gestrichenem Beton und mit Rundbogenfenstern. Sie wurde nach den Entwürfen des Architekten Zenon Nasterski errichtet. Im Eingangsportal befinden sich Flachreliefe von Maria, Stanislaus Kostka und Andreas Bobola, sowie die Inschrift O Mater Dei Electa Esto Nobis Via Recta, welche vom Gnadenbild stammt. Die Reliefe wurden von Tadeusz Hanejko und Mirosław Zapora geschaffen. Die Kirche besitzt keinen Kirchturm. In der Kirche befindet sich eine Unterkirche, die noch nicht zur Nutzung freigegeben wurde.
Das Gnadenbild der Muttergottes von Kochawina befindet sich an der Wand des Altarraums in einem Rahmen in Form einer Monstranz. In der Kirche befinden sich Reliquien des heiligen Johannes Paul II., der heiligen Schwester Maria Faustyna (1905–1938), des heiligen Stanislaus Kostka (1550–1568) und des heiligen Andreas Bobola (1591–1657).

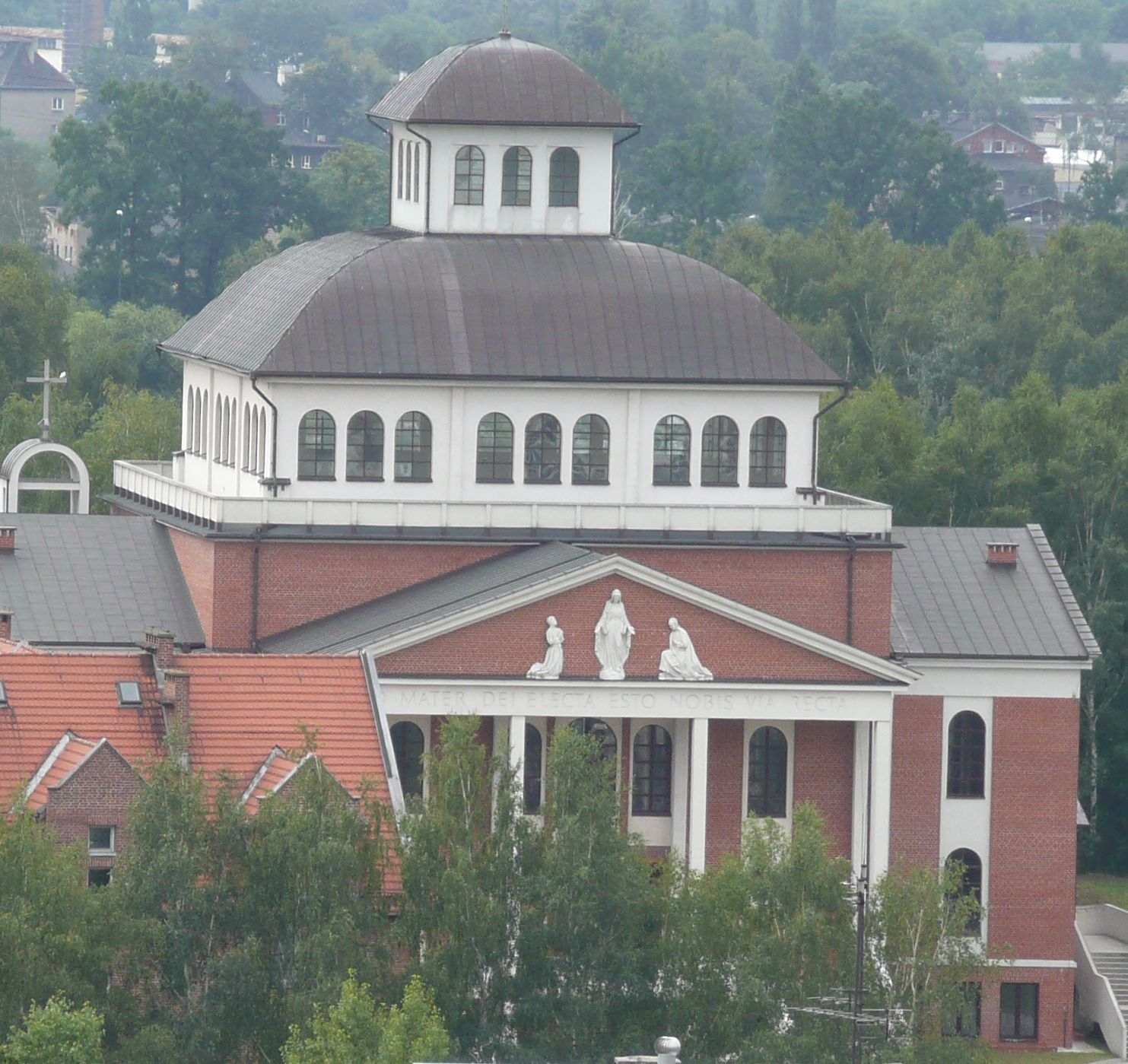
Blick auf die Kirche
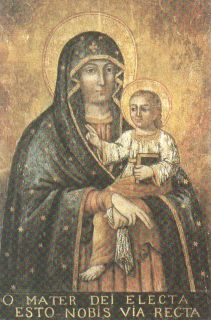
Das Gnadenbild der Muttergottes von Kochawina
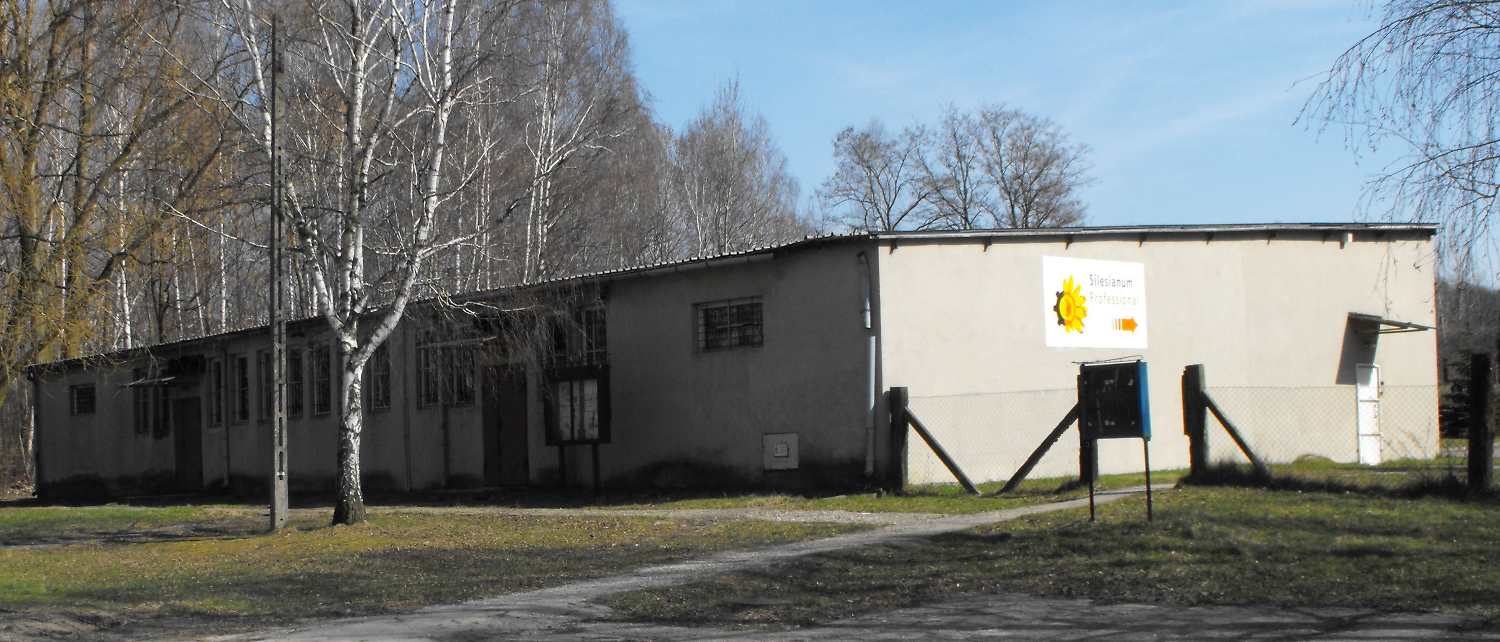
Die Behelfskirche